# Bricquebosq
Bricquebosq é uma comuna francesa na região administrativa da Normandia, no departamento Mancha. Estende-se por uma área de 8,12 km². Em 2010 a comuna tinha 601 habitantes (densidade: 74 hab./km²).